# Wasserkraftnutzung entlang der Wertach
Der Fluss Wertach bietet aufgrund seines Wasserreichtums und bedeutendem Gefälle gute Voraussetzungen für die Wasserkraftnutzung.

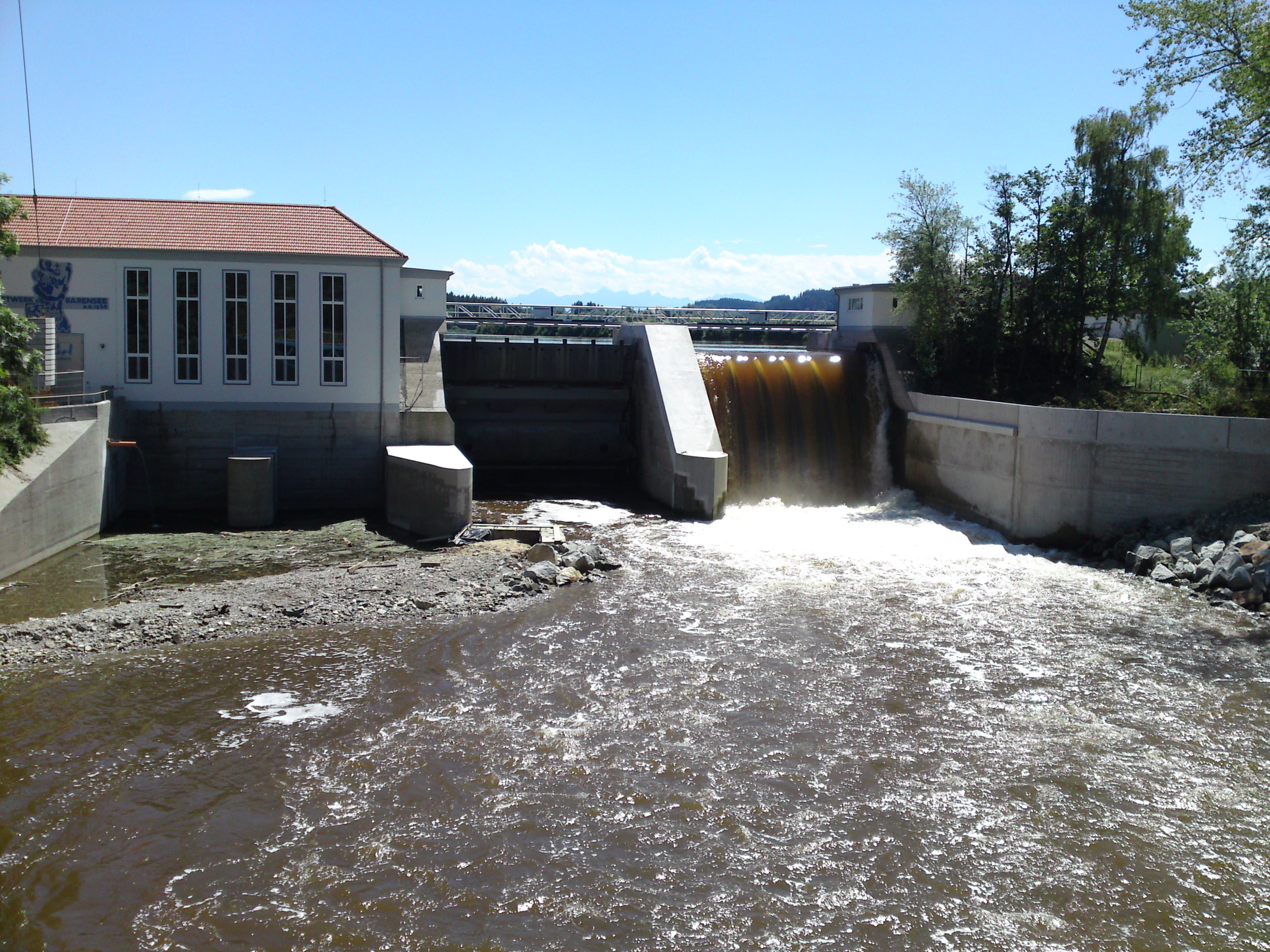
Staumauer und Überlauf des Bärenseekraftwerks bei Kaufbeuren

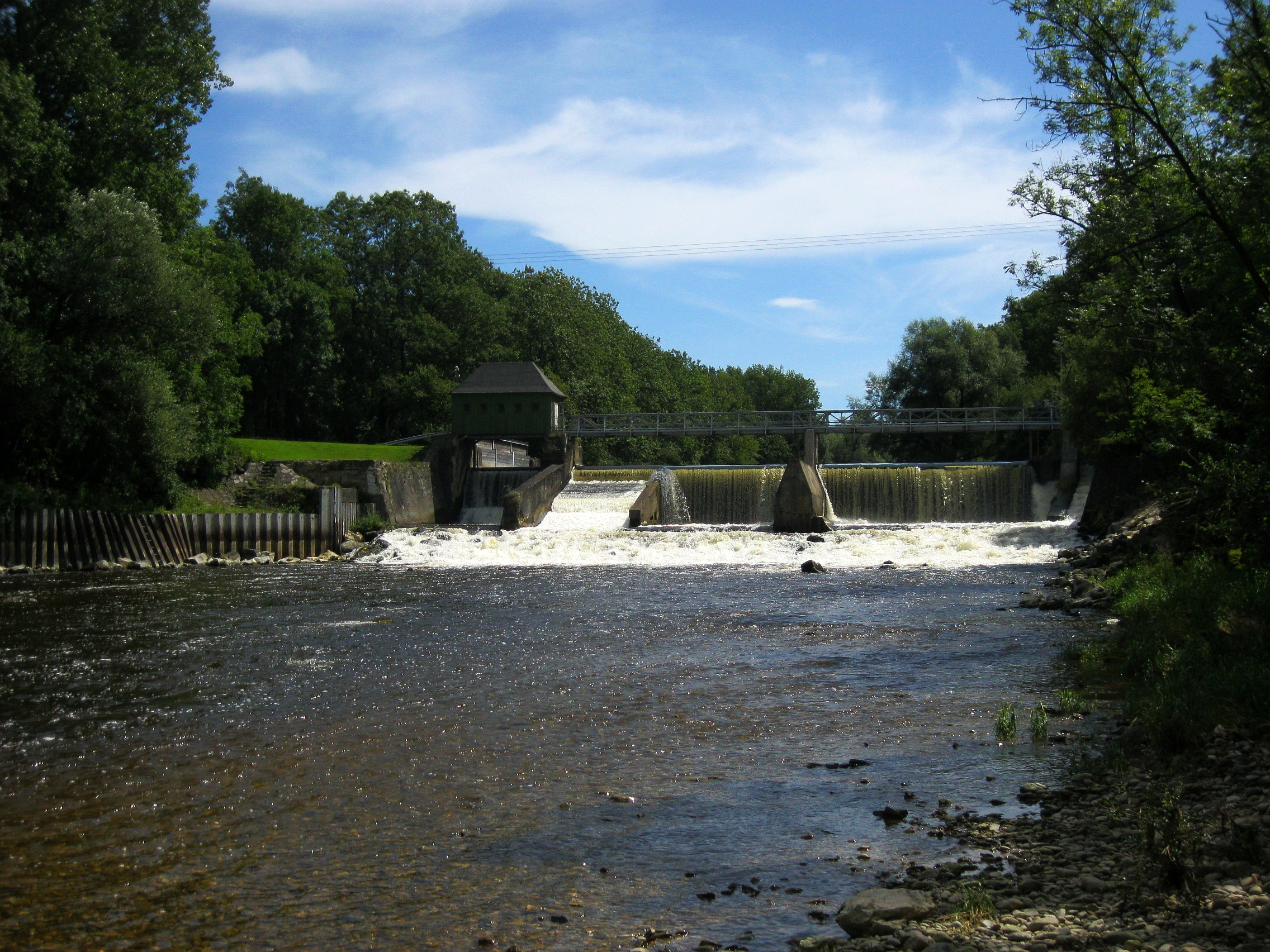
Wehr bei Irsingen, ohne Wasserkraftnutzung

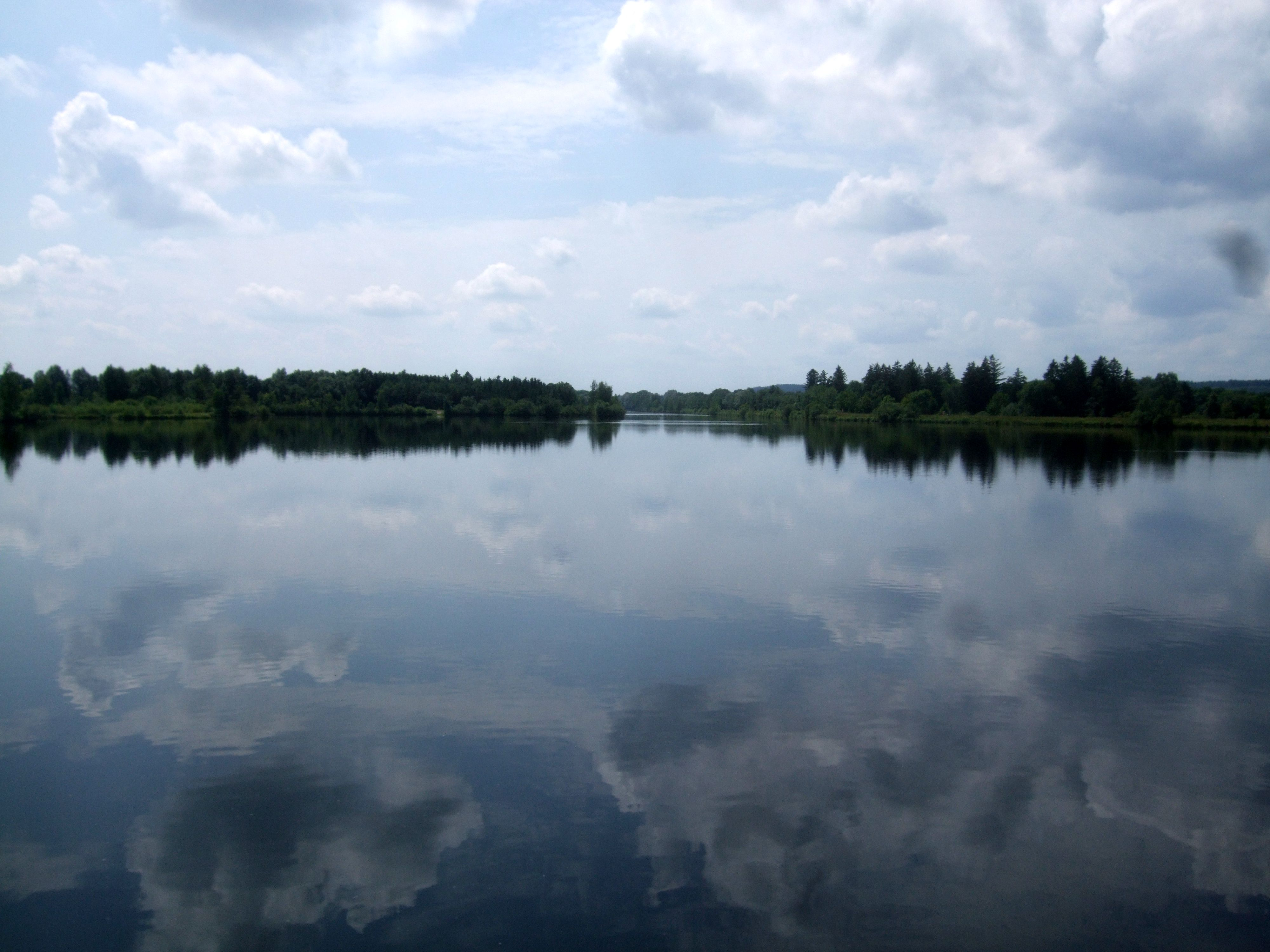
Die Wertach und die Staustufe Inningen

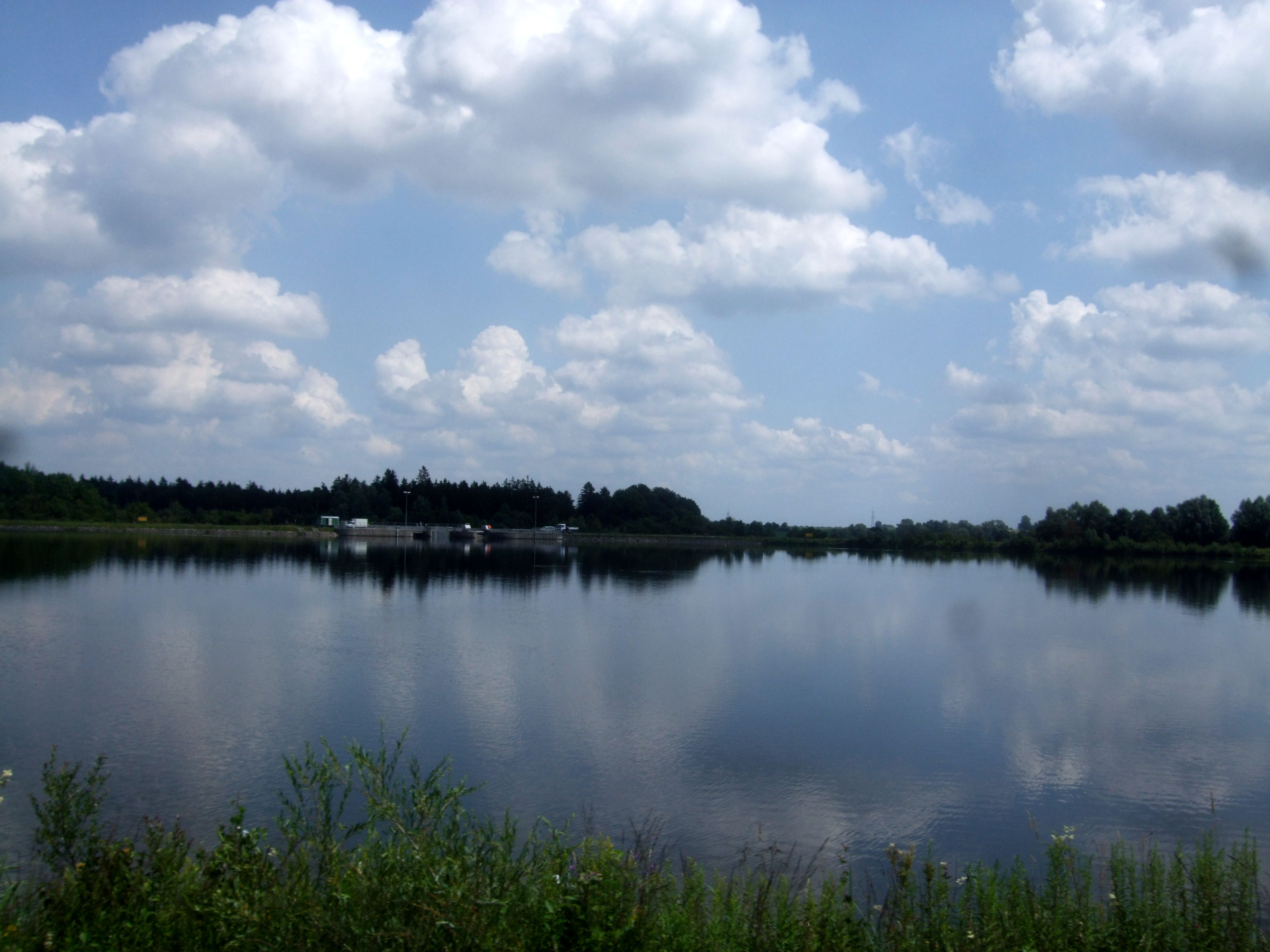
Staumauer der Staustufe Inningen

| Ort                                                   | Fallhöhe      | Durchfluss            | Leistung        | Betriebszeit | Betreiber                 | Bemerkung     |
| ----------------------------------------------------- | ------------- | --------------------- | --------------- | ------------ | ------------------------- | ------------- |
| Inningen                                              |               |                       | 2600 kW         |              | BEW                       | Fischumgehung |
| Bobingen                                              |               |                       | 2600 kW         |              | BEW                       | Fischtreppe   |
| Großaitingen                                          |               |                       | 2400 kW         |              | BEW                       | Fischtreppe   |
| Mittelstetten                                         |               |                       | 2400 kW         |              | BEW                       | Fischumgehung |
| Schwabmünchen                                         |               |                       | 2600 kW         |              | BEW                       | Fischumgehung |
| Hiltenfingener Wehr                                   |               |                       | 900 kW          |              |                           |               |
| Siebnacher Wehr                                       |               |                       | 2060 kW         |              |                           |               |
| Ettringen, unteres Wehr (Lang Papier)                 |               |                       | 800 kW          |              | Erdgas Schwaben           |               |
| Ettringen, oberes Wehr                                |               |                       | 407 kW          |              | LEW                       |               |
| Türkheim, unteres Wehr                                |               |                       | 1150 kW         |              |                           |               |
| Wehr bei Waltermühle Türkheim ohne Wasserkraftnutzung |               |                       | –               |              |                           |               |
| Seitenkanal Mühlbach, Abzweigung am Irsinger Wehr     |               |                       | 504 kW          |              |                           |               |
| Irsinger Wehr ohne Wasserkraftnutzung                 |               |                       | –               |              |                           |               |
| Irsingener See                                        |               |                       | 1700 kW         |              | Stadtwerke Bad Wörishofen |               |
| Bingstetter See                                       |               |                       | ?               |              |                           |               |
| Wasserkraftwerk Frankenhofen am Frankenhofner See     | 7,22 m        | 12,5 m³/s             | 750 kW + 750 kW |              | VWEW                      |               |
| Wasserkraftwerk Schlingen (Schlingener See)           | 6,60 m        | 12 m³/s               | 620 kW + 620 kW |              | VWEW                      |               |
| Ingenrieder Wehr                                      | 2,50 – 3,30 m | 13 m³/s               | 310 kW          |              |                           |               |
| Wasserkraftwerk Leinau (Seitenkanal)                  | 6,87 m        | 14 m³/s               | 796 kW          |              | VWEW                      |               |
| Leinauer Wehr in Kaufbeuren                           |               | fischgängig           | -               |              |                           | fischgängig   |
| Seitenkanal Mühlbach in Kaufbeuren                    |               | 9 m³/s                | diverse         |              | Privat                    |               |
| Hirschzeller Wehr in Kaufbeuren (Mühlbach-Abzweig)    |               | ca. 0,5 m³/s          | –               |              |                           | fischgängig   |
| Kraftwerk Hirschzell (Bärensee)                       | 7,66 m        | 12,5 m³/s             | 765 kW + 765 kW |              | VWEW                      |               |
| Kraftwerk Biessenhofen (Bachtelsee)                   | 9,33 m        | 12,5 m³/s             | 920 kW + 920 kW |              | VWEW                      |               |
| Wasserkraftwerk Ebenhofen                             | 6,20 m        | 12 m³/s               | 500 kW          |              | VWEW                      |               |
| Grüntensee                                            | 18 m          | 5,25 m³/s + 5,25 m³/s | 520 kW + 520 kW |              | Allgäuer Überlandwerk     |               |